# Agropyron cristatum

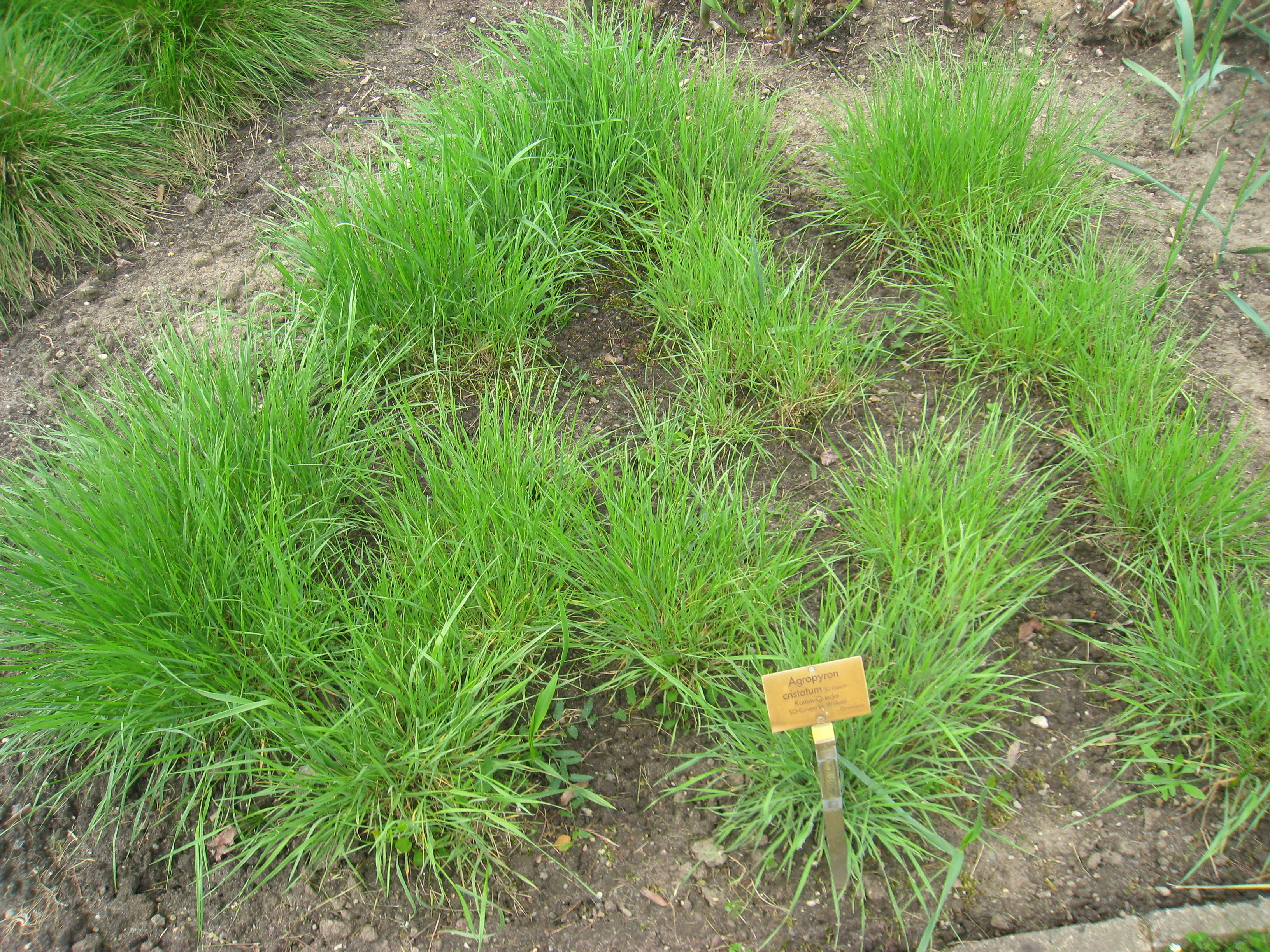
Vista general

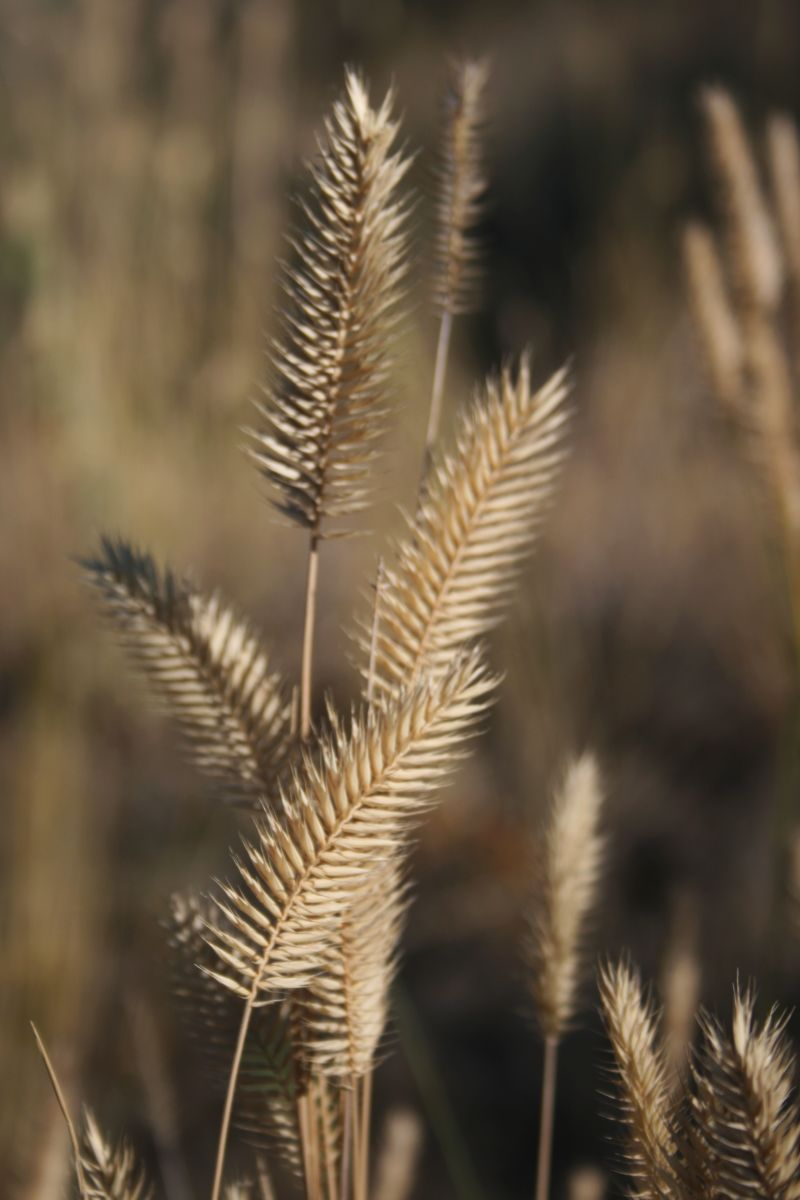
Espigues

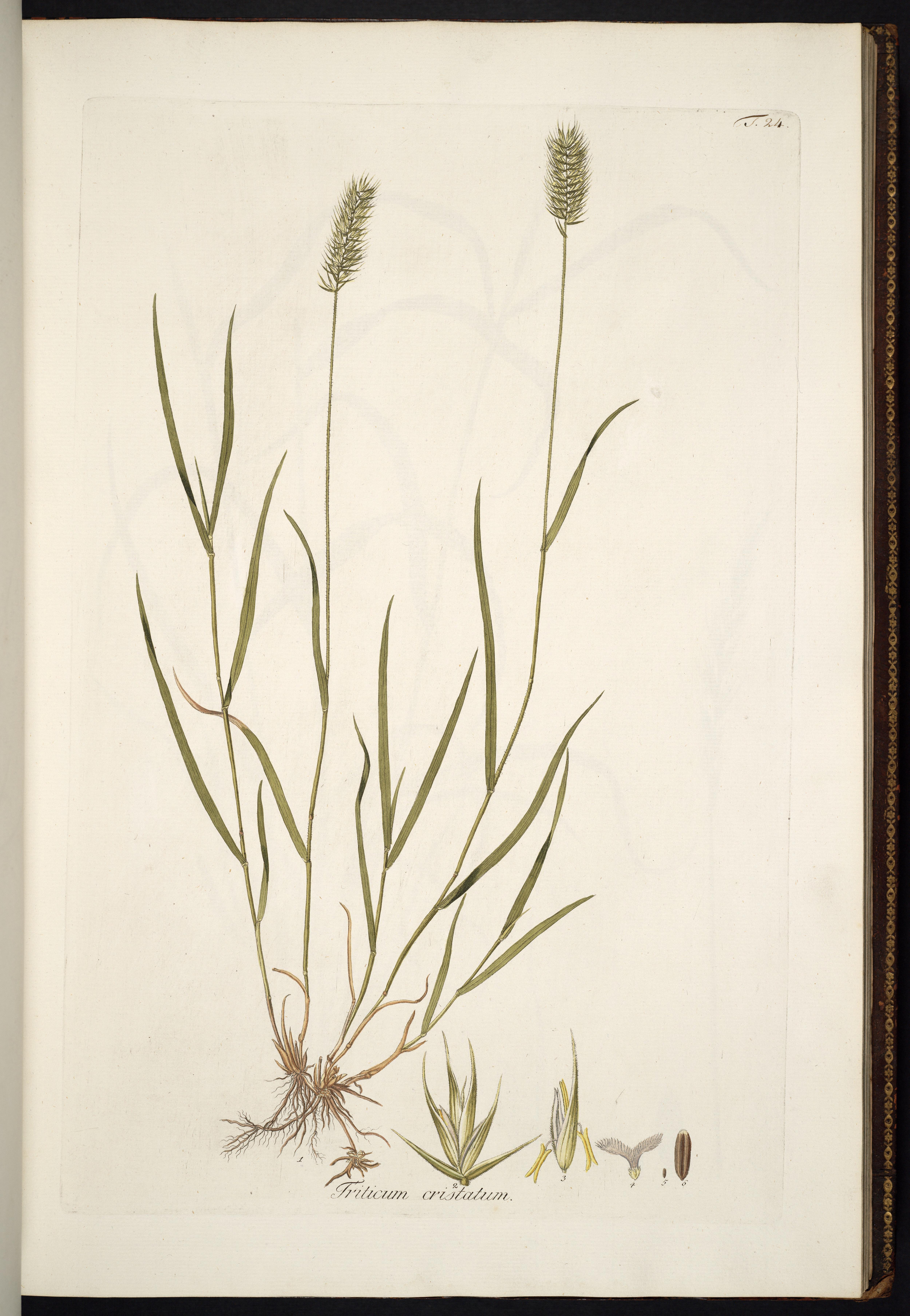
Il·lustració

Agropyron cristatum és una espècie de planta gramínia que es fa servir sovint per farratge i pel control de l'erosió. És nativa d'Euràsia i s'ha introduït en altres zones com els Estats Units, on ha estat plantada a 6-10 milions d'hectàrees i ha acabat esdevenint una planta invasora de les planes.
És una planta herbàcia perenne que fa de 30 a 90 cm d'alt, cespitosa, d'espiga oblonga d'1,5 a 5 cm i espiguetes de 8 a 15 mm, molt comprimides, amb de 3 a 10 flors que finalment es desprenen juntes. És tolerant a la secada i al fred, també als incendis, per això de vegades és l'espècie dominant en l'estepa desèrtica euroasiàtica. Viu en turons i valls de sòls guixencs o calcaris, tots ells secs i rocosos. Les seves espigues fan de 2 a 7 cm de llarg.